# Энакалой
Энакхалой, (чечен. Энакхалой) — один из чеченских тайпов. Входит в территориальное общество нохчмахкахой. Небольшой тайп. Родовым селом является село Эникали.

## Расселение
Чеченский исследователь-краевед, педагог и народный поэт А. С. Сулейманов, зафиксировал представителей тайпа в следующих населённых пунктах: Хьидин кӏотар, Старая Сунжа, Майртуп, Нойбоьра, Гудермес, Кень-Юрт. Селение Корен-Беной около 1830 г. было образовано переселенцами из Эникали.

## История
Согласно преданию, родоначальником тайпа считается Эна, который пришёл из Нашхи. От его имени происходит названия тайпа и родового села, также сохранилось предание о потомке Эна по имени Турпал Термола( Терма Ола), который являлся визиром Берс-Шейха. По утверждениям представителей тайпа, в районе Атагов находилась село Энакали, однако какое село основано впервые неизвестно. Родовое села не раз сжигали, несколько раз и по причине чумы (Iаьржа-ун). Энакалойцы активно приняли участие в Кавказских войнах, в движении Шейха-Мансура, в восстаниях Бейбулата Таймиева и имама Шамиля. Из-за чего родовое село не раз сжигалось.

### Представители
Шайх Термол — известный проповедник и распространитель ислама в Чечне во второй половине 16 века, соратник и современник Берса-шейха из Курчали.